# Dennis Higgins (cầu thủ bóng đá)
Dennis Higgins (1915 – 25 tháng 9 năm 1942) là một cầu thủ bóng đá người Anh từng thi đấu ở vị trí tiền đạo cho Tamworth và Fulham. Ông bị giết khi hoạt động trong Thế chiến thứ II.

## Sự nghiệp thi đấu
Higgins thi đấu cho Tamworth và Fulham. Trong Thế chiến thứ II ông ra sân với tư cách khách mời cho Port Vale từ tháng 9 năm 1939 đến tháng 5 năm 1940, thời điểm ông phải nhập ngũ. Ông qua đời khi đang làm nhiệm vụ ở Bắc Phi vào ngày 25 tháng 9 năm 1942.

## Thống kê
Nguồn:
| Câu lạc bộ | Mùa giải | Hạng đấu        | Giải vô địch | Giải vô địch | Cúp FA | Cúp FA | Khác | Khác | Tổng | Tổng |
| Câu lạc bộ | Mùa giải | Hạng đấu        | Trận         | Bàn          | Trận   | Bàn    | Trận | Bàn  | Trận | Bàn  |
| ---------- | -------- | --------------- | ------------ | ------------ | ------ | ------ | ---- | ---- | ---- | ---- |
| Fulham     | 1935–36  | Second Division | 1            | 1            | 0      | 0      | 0    | 0    | 1    | 1    |
| Fulham     | 1936–37  | Second Division | 1            | 0            | 0      | 0      | 0    | 0    | 1    | 0    |
| Fulham     | 1937–38  | Second Division | 4            | 1            | 0      | 0      | 0    | 0    | 4    | 1    |
| Fulham     | 1938–39  | Second Division | 24           | 10           | 2      | 0      | 0    | 0    | 26   | 10   |
| Fulham     | 1939–40  |                 | 0            | 0            | 0      | 0      | 2    | 0    | 2    | 0    |
| Fulham     | Tổng     | Tổng            | 30           | 12           | 2      | 0      | 2    | 0    | 34   | 12   |